# Доктор Атль
Доктор Атль (исп. Dr. Atl) — псевдоним мексиканского писателя и художника Херардо Мурильо (исп. Gerardo Murillo, 1875—1964). Наиболее известен исследованиями вулкана Парикутин: выкупив земли, на которых он возник, художник выполнил более 11 000 рисунков и 1000 пейзажей маслом.

## Биография
Первый ребёнок в семье фармацевта. Первые уроки живописи получил в 19-летнем возрасте в мастерской гвадалахарского художника Фелипе Кастро. В 1895 году переехал в Агуаскальентес, где обучался в приготовительной школе Института наук и искусств. Вернувшись в Гвадалахару, посещал мастерскую Феликса Бернарделли. Далее он перебрался в Мехико, где обучался в Академии Сан-Карлос. В 1897 году, имея 22 года от роду, получил стипендию в 1000 долларов от правительства Порфирио Диаса и поехал на обучение в Европу. Также его спонсировало и правительство штата Халиско.
Во время европейского турне посетил Англию, Францию, Германию, Италию и Испанию. Слушал лекции по философии в Римском университете, изучал право в Сорбонне. В Италии вступил в Социалистическую партию и некоторое время работал в газете Avanti. В Париже он также подвизался на ниве журналистики, в живописи подражал стилю эпохи Возрождения. На Парижском Салоне 1900 года был удостоен серебряной медали за автопортрет, выполненный пастелью. Также он посещал семинары на кафедре Эмиля Дюркгейма, а также слушал лекции по психологии и теории искусства Анри Бергсона. В 1902 году Леопольдо Лугонес в Париже наградил его прозвищем «Доктор Атль» (на ацтекском языке — Atl означает «вода»).
После окончания срока стипендиальной поездки Х. Мурильо вернулся в Мехико и был нанят Академией Сан-Карлос в качестве реставратора коллекций живописи, приобретаемой академией. В Академии ему была предоставлена студия, где он занимался преподаванием живописи и рисунка. В 1906 году издал манифест, в котором требовал создания нового, подлинно мексиканского искусства. В Академии он получил прозвище «Агитатор» (El agitador), его коллеги и ученики смогли увлечь его проблемами народного искусства. Среди них были Хосе Клементе Ороско и Игнасио Бетета.
К столетию независимости Мексики (1910) относился известный скандал в Министерстве народного просвещения и изящных искусств. В ответ на академическую выставку, спонсируемую правительством П. Диаса, Мурильо организовал альтернативную выставку испанских художников Игнасио Сулоага и Хоакина Соролья. Выставка принесла около 3000 долларов прибыли. 
В 1911 году Доктор Атль, не имея определённых планов и стабильного заработка, во второй раз отправился в Европу, в основном проживая во Франции. Выставки его также проходили в Германии и Италии. В Париже он редактировал газеты художественных объединений Action d´ Art и Международной Лиги художников и писателей. После начала мексиканской революции Мурильо в 1913 году вернулся на родину, где принял самое активное участие в политической борьбе. В частности, по поручению Венустиано Каррансы, Мурильо 28 июля 1914 года встречался с Эмилиано Сапатой и убедил его присоединиться к войскам Каррансы. После революции Доктор Атль стал директором Академии Сан-Карлос и пытался реформировать преподавание. После убийства Каррансы в мае 1920 года он был лишён поста и с тех пор зарабатывал писанием картин и публикацией книг. В 1926 году был избран президентом Лиги американских писателей. В 1920-е годы переживал бурный роман с поэтессой и художницей Кармен Мондрагон (1893—1978) — дочерью генерала Мануэля Мондрагона, которой дал ацтекское прозвище Науи Оллин (Nahui Olin).
С началом восстания кристерос 1926 года Доктор Атль сочувствовал антиклерикальному движению, которому посвятил много статей в периодических изданиях. С 1930-х годов он добился некоторого успеха, особенно благодаря писанию пейзажей и портретов. Тогда же увлёкся фашизмом и национал-социализмом и открыто поддерживал режимы Муссолини и Гитлера, даже после начала Второй мировой войны.
Ещё с 1909 года Доктор Атль увлёкся вулканами, особенно часто обращаясь к образам Попокатепетля и Истаксиуатля, которые писал в разные времена года, время дня и с разных ракурсов. Даже после несчастного случая и ампутации правой ноги он продолжал восхождения на вулканы. Более всего его привлекал Парикутин, который он изучал и писал с самого момента его образования в 1943 году. Продолжал эксперименты, в частности, начав писать панорамные пейзажи с вертолёта.
В 1950 году он стал членом Национального колледжа, но уже в июле 1951 года ушёл в отставку. В 1956 году Сенат Мексики наградил его медалью Белисарио Домингеса, а в 1958 году он был награждён Национальной премией за заслуги в области изобразительного искусства. Скончался в 1964 году, был похоронен в Ротонде прославленных мужей в Мехико.
В России работы Доктора Атля выставлялись в 1996 году во Всероссийском музее декоративно-прикладного и народного искусства. В 2011 году один из «Автопортретов» Доктора Атля был продан на аукционе за 314 500 долларов.